# إي. إل. هنري
إي. إل. هنري (بالإنجليزية: E. L. Henry) هو محامي وسياسي أمريكي، ولد في 10 فبراير 1936 في جونسبورو في الولايات المتحدة. حزبياً، نشط في الحزب الديمقراطي. وقد انتخب عضو مجلس نواب لويزيانا.